# 2002-es Formula–1 európai nagydíj
Az európai nagydíj volt a 2002-es Formula–1 világbajnokság kilencedik futama, amelyet 2002. június 23-án rendeztek meg a német Nürburgringen.

## Futam
| Helyezés | Rajtszám | Versenyző             | Csapat/Motor     | Futott kör | Idő/Kiesés oka | Rajthely | Pont |
| -------- | -------- | --------------------- | ---------------- | ---------- | -------------- | -------- | ---- |
| 1        | 2        | Rubens Barrichello    | Ferrari          | 60         | 1h35:07,426    | 4        | 10   |
| 2        | 1        | Michael Schumacher    | Ferrari          | 60         | + 0,294        | 3        | 6    |
| 3        | 4        | Kimi Räikkönen        | McLaren-Mercedes | 60         | + 46,435       | 6        | 4    |
| 4        | 5        | Ralf Schumacher       | Williams-BMW     | 60         | + 1:06,963     | 2        | 3    |
| 5        | 15       | Jenson Button         | Renault          | 60         | + 1:16,944     | 8        | 2    |
| 6        | 8        | Felipe Massa          | Sauber-Petronas  | 59         | + 1 kör        | 11       | 1    |
| 7        | 7        | Nick Heidfeld         | Sauber-Petronas  | 59         | + 1 kör        | 9        |      |
| 8        | 14       | Jarno Trulli          | Renault          | 59         | + 1 kör        | 7        |      |
| 9        | 12       | Olivier Panis         | BAR-Honda        | 59         | + 1 kör        | 12       |      |
| 10       | 17       | Pedro de la Rosa      | Jaguar-Cosworth  | 59         | + 1 kör        | 16       |      |
| 11       | 21       | Enrique Bernoldi      | Arrows-Cosworth  | 59         | + 1 kör        | 21       |      |
| 12       | 11       | Jacques Villeneuve    | BAR-Honda        | 59         | + 1 kör        | 19       |      |
| 13       | 20       | Heinz-Harald Frentzen | Arrows-Cosworth  | 59         | + 1 kör        | 15       |      |
| 14       | 25       | Allan McNish          | Toyota           | 59         | + 1 kör        | 13       |      |
| 15       | 23       | Mark Webber           | Minardi-Asiatech | 58         | + 2 kör        | 20       |      |
| 16       | 10       | Szató Takuma          | Jordan-Honda     | 58         | + 2 kör        | 14       |      |
| Ki       | 24       | Mika Salo             | Toyota           | 51         | Váltóhiba      | 10       |      |
| Ki       | 22       | Alex Yoong            | Minardi-Asiatech | 48         | Hidraulika     | 22       |      |
| Ki       | 16       | Eddie Irvine          | Jaguar-Cosworth  | 41         | Hidraulika     | 17       |      |
| Ki       | 6        | Juan Pablo Montoya    | Williams-BMW     | 27         | Ütközés        | 1        |      |
| Ki       | 3        | David Coulthard       | McLaren-Mercedes | 27         | Ütközés        | 5        |      |
| Ki       | 9        | Giancarlo Fisichella  | Jordan-Honda     | 26         | Ütközési kár   | 18       |      |

## A világbajnokság élmezőnyének állása a verseny után
| H  | Versenyzők         | Pont | H  | Konstruktőrök    | Pont |
| -- | ------------------ | ---- | -- | ---------------- | ---- |
| 1. | Michael Schumacher | 76   | 1. | Ferrari          | 102  |
| 2. | Ralf Schumacher    | 30   | 2. | Williams-BMW     | 57   |
| 3. | Juan Pablo Montoya | 27   | 3. | McLaren-Mercedes | 37   |
| 4. | David Coulthard    | 26   | 4. | Renault          | 14   |
| 5. | Rubens Barrichello | 26   | 5. | Sauber-Petronas  | 9    |

## Statisztikák
Vezető helyen:
- Rubens Barrichello: 60 (1-60)

Rubens Barrichello 2. győzelme, Juan Pablo Montoya 7. pole-pozíciója, Michael Schumacher 47. (R) leggyorsabb köre.
- Ferrari 151. győzelme.

Giancarlo Fisichella 100. versenye.